# Дьяконов, Валентин Никитич
Дьяконов, Валентин Никитич — российский искусствовед, арт-критик, куратор выставок, дизайнер, кандидат культурологии. Арт-критик газеты «Коммерсантъ».

## Биография
В своей диссертации «Московская художественная культура 1950—1960-х гг.: возникновение неофициального искусства» изучил структурные отношения в художественной жизни столицы СССР в эпоху Оттепели.
С 1998 года публикуется в профильных изданиях («Новый мир искусства», «Арт-Хроника», «Арт-Гид», Frieze). Для творческого метода Дьяконова характерна аналитичность, в частности, он предложил термин «новые скучные» для обозначения ряда российских молодых художников первого десятилетия XXI века, «избравших путь максимальной адаптации к мировым настроениям», для которых «похожесть на западные образцы возведена в принцип». Из важных работ отметим цикл интервью с ведущими деятелями современного искусства для журнала «Арт-хроника».
Среди известных кураторских проектов — «Проспект славы: Большие встречи» (Галерея XL), ретроспективная выставка к юбилею ПГХГ «Философия общего дела» (Пермская государственная художественная галерея), «Детектив» в Московском музее современного искусства.
Помимо выставок и преподавательской работы, работает над просветительскими инициативами для широкой аудитории. Совместно с Сергеем Никитиным курировал экскурсионный автобусный «Маршрут стрит-арт: история московского уличного искусства в мировом контексте», разработал экскурсионный маршрут «Возвращение в Лианозово» по колыбели русского андеграунда в рамках цикла «Литературное предместье» Москультпрога.
Работал над новой концепцией Пермской государственной художественной галереи и будущего музея совместно с архитектором Петером Цумтором.
С ноября 2016 года — куратор Музея современного искусства «Гараж»